# Nils Wichstrøm
Nils Jacob Emil Wichstrøm, nacido el  en Christiania (antiguo nombre de Oslo) y fallecido el  en Bergen, fue un actor, profesor y director de teatro noruego. Se unió a Den Nationale Scene desde los inicios del establecimiento en Bergen, y se convirtió en el primer profesor y director en 1876. Nils Wichstrøm murió de una crisis de apendicitis en 1879.

## Carrera

### Formación
Alumno de la escuela Nissen en Christiania, a la que se unió en 1866, Nils Wichstrøm estudió filología clásica. Como estudiante, dio clases particulares y ocupó trabajos a tiempo parcial. En 1870, enseñó en la escuela latina de Tromsø y más tarde en la escuela Nissen. Fue durante sus estudios cuando despertó su interés por el teatro. Obtuvo una entrada de prueba en Det Norske Teatret, dirigido por Bjørnstjerne Bjørnson de 1870 a 1872, así como en el teatro de Christiania. Participó activamente en el Studentersamfundets Theater, primero como actor y luego como profesor.
Dificultando la combinación de estudios y actividades teatrales, Nils Wichstrøm abandonó la filología en 1875 para dedicarse por completo a los estudios teatrales. Gracias a sus representaciones en el Studentersamfundets Theater y en el Bergen Theaterforening, viajó por Europa para estudiar teatro. En Copenhague, recibió clases de esgrima y danza. Después de su gira teatral, debutó como actor en el papel de Henrik en Abracadabra de Ludvig Holberg en el Teatro Christiania el 21 de  febrero de 1876.